# Werner M. Bauer
Werner Maria Bauer (* 25. Juni 1941 in Wien; † 14. Juni 2015) war ein österreichischer Literaturwissenschaftler und Hochschullehrer. Bauer lehrte Germanistik an der Universität Innsbruck.

## Leben
Werner Bauer studierte Klassische Philologie und Germanistik an der Universität Wien. 1965 promovierte er mit dem Thema Studien zum Welt- und Naturgefühl des deutschen Humanismus zum Dr. phil. Von 1976 bis zu seinem Tod 2015 war er, zunächst als Assistent und später als Professor, am Institut für Germanistik der Universität Innsbruck tätig. Bauer hatte Gastprofessuren in den Vereinigten Staaten, Dänemark, Italien und den Niederlanden inne.
Seine Forschungsschwerpunkte lagen auf der europäischen Antikenrezeption sowie der österreichischen und deutschen Literatur des 18. und 19. Jahrhunderts. Einen weiteren Schwerpunkt seiner Arbeit bildete vor allem nach der Emeritierung die Editionswissenschaft: Er war Mitglied des Editorenteams der historisch-kritischen Adalbert-Stifter-Ausgabe, für die er Apparat und Kommentar zu den Schriften zu Literatur und Theater (Band 8.1) sowie den Schriften zu Politik und Bildung (Band 8.2) erstellte. Die Bände sammeln und kommentieren insbesondere Aufsätze und Denkschriften, die Stifter als Landeskonservator von Oberösterreich verfasste, sowie populäraufklärende und journalistische Schriften zu Fragen des Rechts, der Staatsverfassung und des Kulturbetriebs der damaligen Zeit.
Für die von Herbert Zeman herausgegebene Literaturgeschichte Österreichs verfasste er die Kapitel über Humanismus und Die deutschsprachige Literatur Österreichs nach 1945.

## Schriften (Auswahl)
- Lebensminuten. Gedichte. Europäischer Verlag, Wien 1963.
- Fiktion und Polemik. Studien zum Roman der österreichischen Aufklärung (= Veröffentlichungen der Kommission für Literaturwissenschaft. Band 4). Verlag der Österreichischen Akademie der Wissenschaften, Wien 1978, ISBN 3-7001-0268-2 (Kurzfassung von: Habilitationsschrift, Universität Innsbruck, 1977).
- (Hrsg.): Zwischen Galgen und Rad. Kriminalgeschichten zwischen Spätaufklärung und Biedermeier. Pustet, Salzburg & München 1980, ISBN 3-7025-0175-4.
- (Hrsg.): Sterzinger Spiele. Die weltlichen Spiele des Sterzinger Spielarchivs nach der Original-Handschrift (1510–1535) von Vigil Raber und nach der Ausgabe Oswald Zingerles (1886) (= Wiener Neudrucke. Band 6). Österreichischer Bundesverlag, Wien 1982, ISBN 3-215-01830-6.[2]
- mit Achim Masser, Guntram A. Plangg (Hrsg.): Tradition und Entwicklung. Festschrift Eugen Thurnher zum 60. Geburtstag (= Innsbrucker Beiträge zur Kulturwissenschaft; Germanistische Reihe. Band 14). Institut für Germanistik, Innsbruck 1982, ISBN 3-85124-087-1.
- mit Johannes John, Wolfgang Wiesmüller (Hrsg.): »Ich an Dich« Edition, Rezeption und Kommentierung von Briefen (= Innsbrucker Beiträge zur Kulturwissenschaft; Germanistische Reihe. Band 62). Institut für Germanistik, Innsbruck 2001, ISBN 3-901064-25-7.
- Aus dem Windschatten. Studien und Aufsätze zur Geschichte der Literatur in Österreich (= Innsbrucker Beiträge zur Kulturwissenschaft; Germanistische Reihe. Band 66). Institut für Deutsche Sprache, Literatur und Literaturkritik, Innsbruck 2004, ISBN 3-901064-29-X.
- (Hrsg.): Schriften zu Politik und Bildung. Apparat, Kommentar (= Stifter. Werke und Briefe. Band 8, Nr. 3). Kohlhammer, Stuttgart 2012, ISBN 978-3-17-021024-0.
- Humanismus. In: Herbert Zeman (Hrsg.): Literaturgeschichte Österreichs. 2., überarb. und aktualisierte Auflage. Rombach, Freiburg i.Br/Berlin/Wien 2014, ISBN 978-3-7930-9734-1, S. 143–241.
- Die deutschsprachige Literatur Österreichs nach 1945. Ein Abriss. In: Herbert Zeman (Hrsg.): Literaturgeschichte Österreichs. 2., überarb. und aktualisierte Auflage. Rombach, Freiburg i.Br/Berlin/Wien 2014, ISBN 978-3-7930-9734-1, S. 713–797.